# Залинейное
Залинейное (укр. Залінійне) — село,
Малоорчиковский сельский совет,
Зачепиловский район,
Харьковская область, Украина.
Код КОАТУУ — 6322282002. Население по переписи 2001 года составляет 683 (302/381 м/ж) человека.

## Географическое положение
Село Залинейное находится в месте впадения реки Орчик (левый берег) в реку Орель (правый берег), примыкает к селу Малый Орчик, русла обеих рек извилисты и сильно заболочены, вокруг несколько заболоченных озёр, на расст в 1 км находится железнодорожная станция Платформа 108 км.

## История
- 1775 — дата основания.

## Экономика
- Молочно-товарная ферма.
- «Агроленд», ООО.
- ЧСП «Рассвет».
- Агролесхоз «Ямпольский».

## Объекты социальной сферы
- Школа.
- Клуб.
- Фельдшерско-акушерский пункт.
- Спортивная площадка.

## Достопримечательности
- Братская могила советских воинов.
- Гидрологический заказник местного значения «Орельский». Наличие мелких водоёмов с водно-болотной растительностью создаёт благоприятные условия для формирования поверхностного и подземного водостоков и позитивно влияет на гидрологический режим реки Орель[1].
- Фёдоровская крепость Украинской линии[2].